# Indiaporã
Indiaporã é um município do estado de São Paulo, no Brasil. A população estimada em 2016 era de 3.960 habitantes e a área é de 279,607 km². De acordo com o Atlas do Desenvolvimento Humano do Brasil lançado pelo Programa das Nações Unidas para o Desenvolvimento no ano de 2013, Indiaporã aparece entre as 100 cidades do país com melhor Índice de Desenvolvimento Humano ocupando a 76ª posição no ranking nacional, a 40ª posição estadual e a 6ª dentre as 9 cidades da Microrregião de Fernandópolis. O município é formado somente pelo distrito sede, que inclui o povoado de Tupinambá.

## Etimologia
"Indiaporã" é um termo construído artificialmente em 1948 a partir da junção da palavra da língua portuguesa índia e porã (termo guarani que significa "bonito"): significa, portanto, "índia bonita", em homenagem aos índios Caiapós, que viviam nas proximidades do Rio Grande, mais precisamente na cachoeira denominada “Cachoeira dos Índios”.

## História
Fundação: Em 1 de janeiro de 1940, fundou-se o povoado de Indianópolis, no local doado pelo senhor Luiz Antonio do Amorim, onde Hipólito Moura, Alcides Borges e Francisco Leonel Filho em conjunto com o fundador e doador das terras haviam sonhado em criar um novo povoado. Reuniram-se também vários outros moradores do povoado de Itaporã e na ocasião roçaram o terreno da futura praça da matriz e ergueu-se o cruzeiro de madeira que encontra-se na praça que leva o nome do fundador.
Distrito: Graças ao empenho do senhor Francisco Leonel Filho, auxiliado pelo Deputado Estadual Antonio Sylvio Cunha Bueno, em 24 de dezembro de 1948, a Lei Estadual nº 233, elevou o povoado Indianópolis à categoria de Distrito de Paz, e a partir desta lei o novo distrito de paz passou-se a denominar-se Indiaporã, no Município de Fernandópolis, com sede no povoado de Indianópolis e com terras desmembradas dos Distritos de Fernandópolis e Pedranópolis.
Município: A emancipação política ocorreu em 30 de dezembro de 1953, quando o Distrito Indiaporã passou a ser município com a mesma denominação, através da Lei Estadual nº 2.456. A primeira eleição aconteceu em 3 de outubro de 1954, sendo eleito prefeito municipal, o senhor Djalma Castanheira, empossado no cargo em 1º de Janeiro de 1955, juntamente com os 09 (nove) vereadores da Câmara Municipal de Indiaporã.
Aniversário: Segundo o historiador Adelino Francisco do Nascimento comemora-se em 12 de maio o aniversario de Indiaporã pelo uso e costume da época, já que esta foi a data de fundação da primeira vila em 1938, chamada Itaporã, que com o passar dos anos, Itaporã deixou de existir, pois seus antigos moradores mudaram para o povoado Indianópolis. Anualmente, no dia 12 de maio, comemora-se o aniversário de emancipação política, contando-se desde 12 de maio de 1953.
Tupinambá: é um bairro distante aproximadamente 9,8 km da sede, localizado na zona rural de Indiaporã, um município brasileiro do estado de São Paulo. Localiza-se a uma  latitude -20.0223548 sul e a uma longitude-50.2413541 oeste, estando a uma altitude de 468 metros. Atualmente residem em Tupinambá, uma população que varia entre 150 à 180 habitantes, em um pouco mais de 60 imóveis construídos. O povoado foi fundado no ano de 1947. Devido a um razoável número de pequenas propriedades rurais no seu entorno, havia a demanda de mão de obra para realizar os trabalhos na lavoura. Muitos trabalhadores que residiam no povoado Indianópolis, ali vieram trabalhar e se estabeleceram no povoado prestando serviços aos fazendeiros e sitiantes da redondeza.

## Geografia
Possui uma área de 279,5 km². Possui a mais criativa arena de rodeio do interior, doado por João Scatolin, com chapéu, esporas e berrante gigantes servindo como portões para as mais variadas áreas do recinto. Faz limite com os municípios de Ouroeste, Mira Estrela, Macedônia (São Paulo), Iturama e Guarani d'Oeste.

## Demografia
Dados do Censo - 2010
População total: 3.903
- Urbana: 3.379
- Rural: 524
- Homens: 1.920[9]
- Mulheres: 1.983

Densidade demográfica (hab./km²): 13,96
Dados do Censo - 2000
Mortalidade infantil até 1 ano (por mil): 15,97
Expectativa de vida (anos): 71,17
Taxa de fecundidade (filhos por mulher): 2,02
Taxa de alfabetização: 86,03%
Índice de Desenvolvimento Humano (IDH-M): 0,772
- IDH-M Renda: 0,692
- IDH-M Longevidade: 0,769
- IDH-M Educação: 0,856

(Fonte: IPEA/DATA)

## Infraestrutura

### Comunicações
O sistema de telefones automáticos foi inaugurado na cidade pela Companhia de Telecomunicações do Estado de São Paulo (COTESP) em 1974. Já o sistema de discagem direta à distância (DDD) foi implantado em 1986 pela Telecomunicações de São Paulo (TELESP), com o código de área (0174).
Na década de 90 o código DDD da cidade foi alterado para (017), para padronização do sistema telefônico com a telefonia celular que estava sendo implantada em todo o estado.

## Religião
O Cristianismo se faz presente na cidade da seguinte forma:

### Igreja Católica
- A igreja faz parte da Diocese de Jales.[14]

### Igrejas Evangélicas
- Assembleia de Deus Ministério do Belém.[15][16]
- Congregação Cristã no Brasil.[17]